# Cercasi modella
Cercasi modella è un film del 1932 diretto da Emmerich Wojtek Emo.

## Trama
Un giovane pittore va alla ricerca di una modella per realizzare uno dei suoi quadri,  alfine trova una bella ragazza figlia tra l'altro di un ricco industriale, i due si innamorano immediatamente, anche poi il loro idillio sarà irto di malintesi, sino a far temere che la relazione sia finita, alla fine tutto si risolve tra i due.

## La critica
Filippo Sacchi nel Corriere della Sera del 4 novembre 1932, " Girato con molto decoro di scenari e di fotografia a Berlino, da un gruppo di valorosi attori nostri, il, film è appesantito dalla direzione di E.W.Emo, inesperta e senza rilievo".